# En studie i rött
En studie i rött (engelska: A Study in Scarlet) är den första detektivromanen om Sherlock Holmes, skriven av den skotske författaren Arthur Conan Doyle och publicerad i den engelska tidningen Beeton's Christmas Annual 1887. Det är i denna berättelse doktor Watson och Sherlock Holmes lär känna varandra. De hamnar snart i en mordgåta som ger prov på Sherlock Holmes deduktiva skarpsinne.

## Handling
Efter att ha blivit skjuten i det andra brittiska kriget i Afghanistan flyttar doktor Watson till London, där han söker efter någon att dela bostad med. Han möter Sherlock Holmes, en privatdetektiv som också söker en rumskamrat. De flyttar in tillsammans. Snart blir Sherlock tillfrågad att lösa mordet på Enoch J. Drebber och hans sekreterare, Joseph Stangerson.

## Filmatiseringar
Romanen filmades redan 1914 och 1933 hade den amerikanska filmen En studie i rött, med Reginald Owen som Sherlock Holmes och Anna May Wong som Mrs Pyke, premiär. Filmens handling har dock inget med handlingen i romanen att göra, producenterna hade enbart köpt rättigheterna till titeln, inte innehållet.  
Berättelsen har sällan adapterats i sin helhet, med undantag för ett avsnitt i BBC-serien Sherlock Holmes, som sändes den 23 september 1968. Holmes spelas där av Peter Cushing och doktor Watson av Nigel Stock.

## Svenska översättningar
En gammalstavad svensk översättning från 1906 fick titeln Förföljd, medan två nyöversättningar från 1956 och 2004 kallades En studie i rött.:12 (16 i PDF)